# Belfort van Doornik
Het Belfort van Doornik, in de Belgische stad Doornik, is een belfort uit het einde van de 12e eeuw en is daarmee het oudste van België.

## Geschiedenis
In 1188 zocht de Franse koning Filips Augustus een bondgenoot in zijn strijd met de graaf van Vlaanderen Filips van de Elzas. Hij verleende het klokrecht aan Doornik wat het recht inhield om een belfort te bouwen. Op een plaats waar wellicht eerder een Romeinse omwallingstoren stond, kwam een vierkante toren van 30 meter hoog. 
In 1294 werd de toren aanzienlijk verhoogd (70 m). Hij kreeg ook zijtorens en een spits met vergulde draak. Dit verliep tegelijk met andere uitbreidingswerkzaamheden aan de stadsmuur en de Onze-Lieve-Vrouwekathedraal. Na een zware brand restaureerde men het belfort in 1392 en kreeg het nieuwe klokken en versieringen (meerminnen, tritons en vaandels).
Na een bezoek van keizer Jozef II werd de draak even vervangen door een Habsburgse arend op een wereldbol (1782).
Honderden jaren lang overleefde het belfort woelige periodes. In 1844 besloot men het gebouw aan te passen aan de toen heersende opvattingen. Er volgde een nieuwe restauratie en de toren kreeg een neogotisch kleed aangemeten.
Tijdens de Eerste Wereldoorlog deed het belfort opnieuw dienst als wachttoren maar nu met een Duitse soldaat op de torenkransen. De zware bombardementen van de Tweede Wereldoorlog lieten de toren ongemoeid. In 1999 werd het belfort als onderdeel van de groepsinschrijving belforten in België en Frankrijk op de lijst van het UNESCO-wereldcultuurerfgoed geplaatst.

## Klokken
Van de vier klokken die Robins de Croisilles na de grote stadsbrand goot (1393), zijn er nog twee bewaard: de Bancloque en de Tocsin. Als de vijf ton zware Bancloque geluid werd, wist de bevolking dat er op de Grote Markt een belangrijke aankondiging zou worden gedaan (beslissing, vonnis, executie...). Bovenaan in de lantaarn hangt de noodklok Tocsin, ook wel de Timbre genaamd. Dit was het brandalarm. De Vigneron barstte in 1416 en werd hersmolten. Hij begeleidde het openen en sluiten van de stadspoorten en van de kroegen. Bij aanvallen op de stad luidden de Bancloque en de Vigneron tegelijk om de poorters te wapen te roepen.

## De beiaard
Midden 16e eeuw kreeg het belfort een stem van de stadsmagistraten via elf klokken, in 1747 uitgebreid tot 43. De klokken van de beiaard wegen in totaal 13.100 kg. Tegenwoordig bestaat de beiaard uit 56 klokken. Ze hangen in een ruimte afgeschermd met klankborden.

## Afbeeldingen

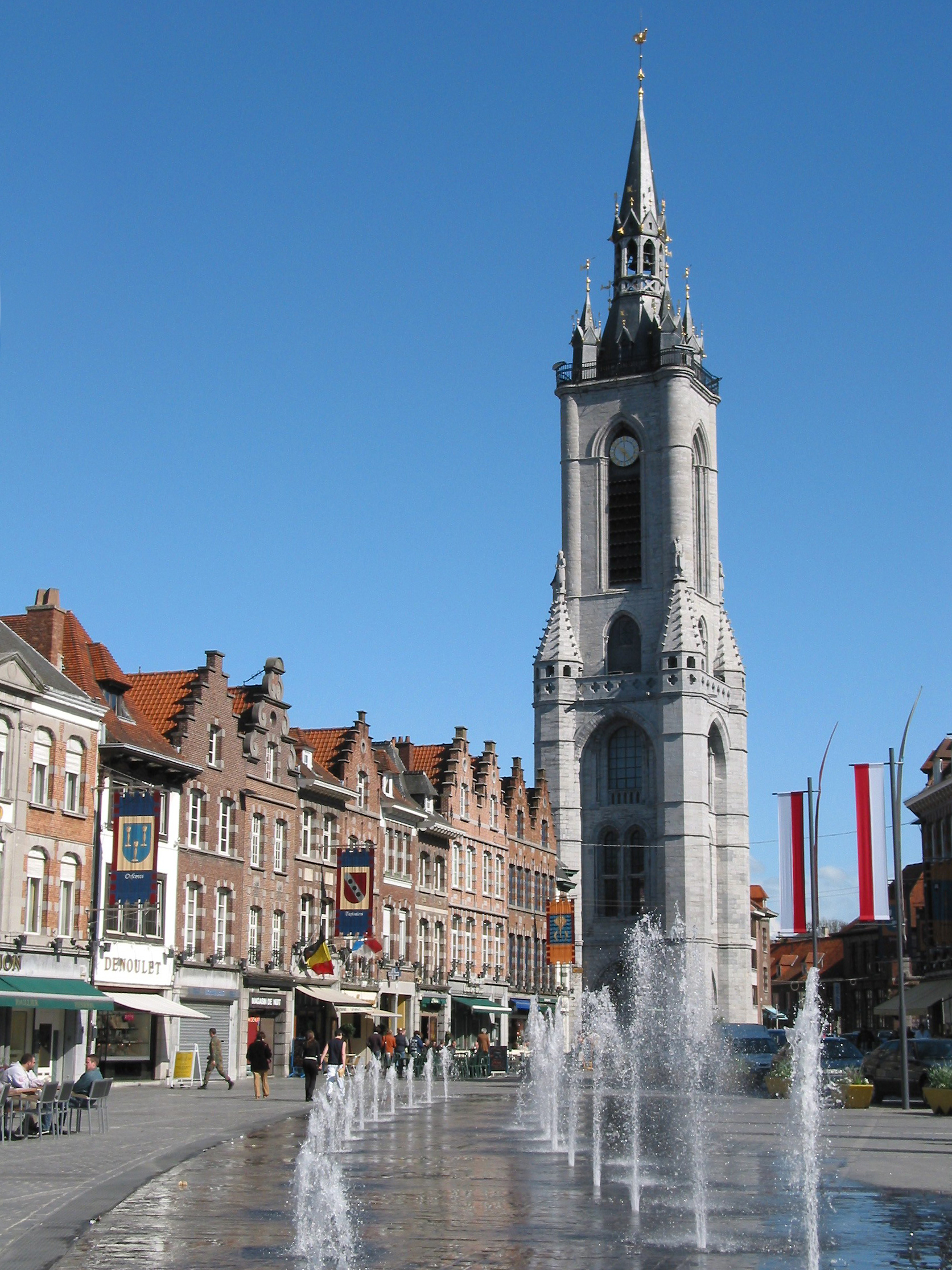
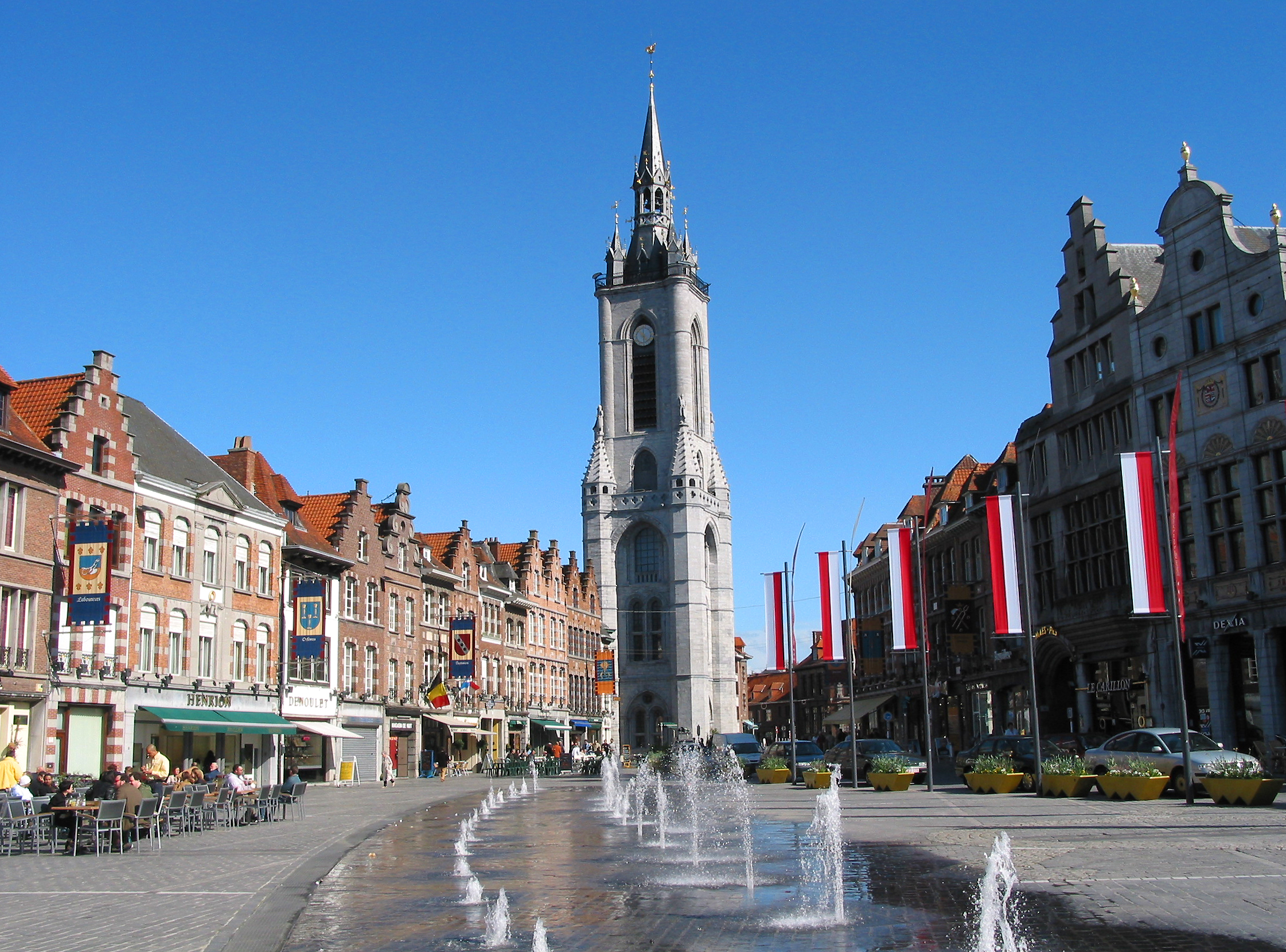
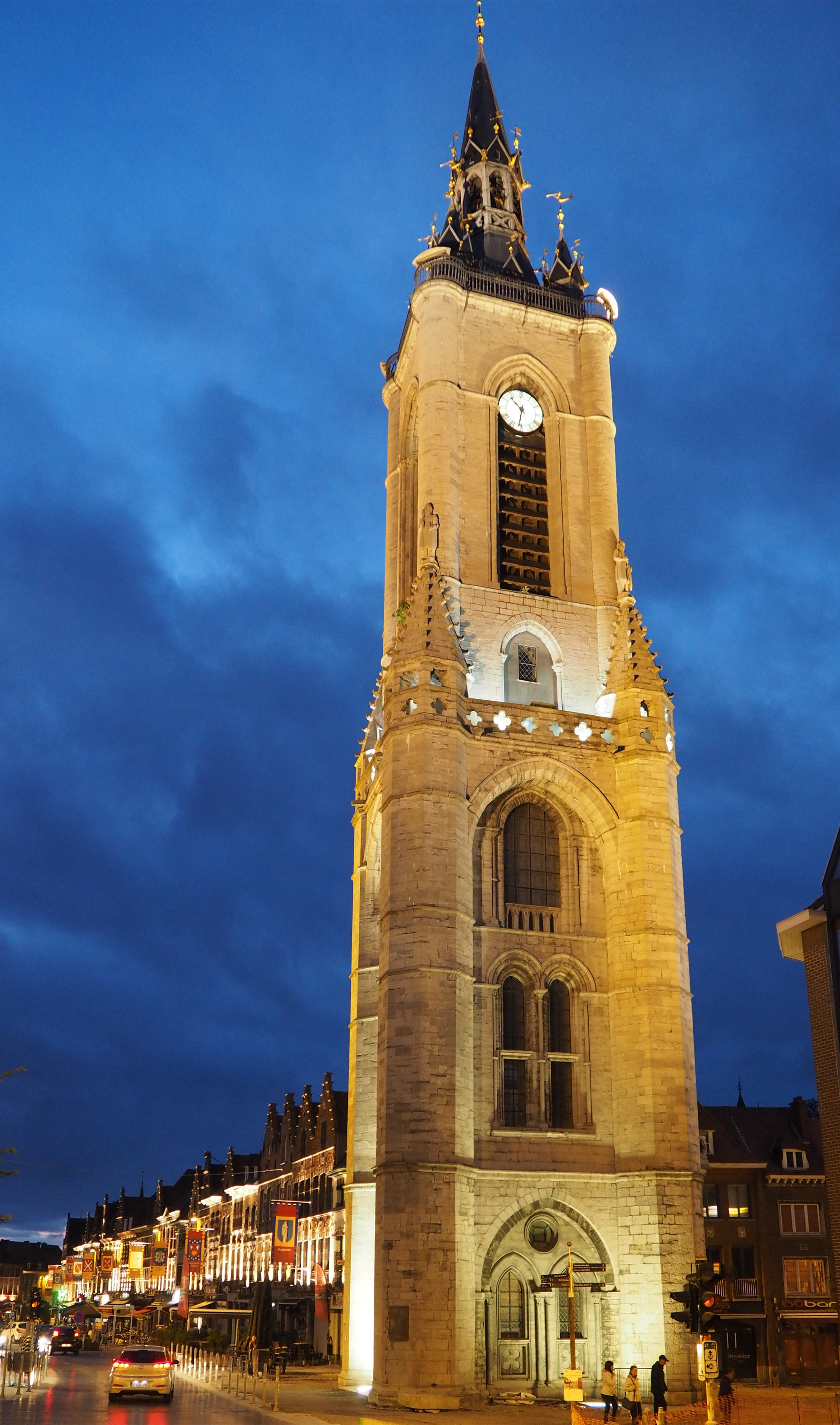
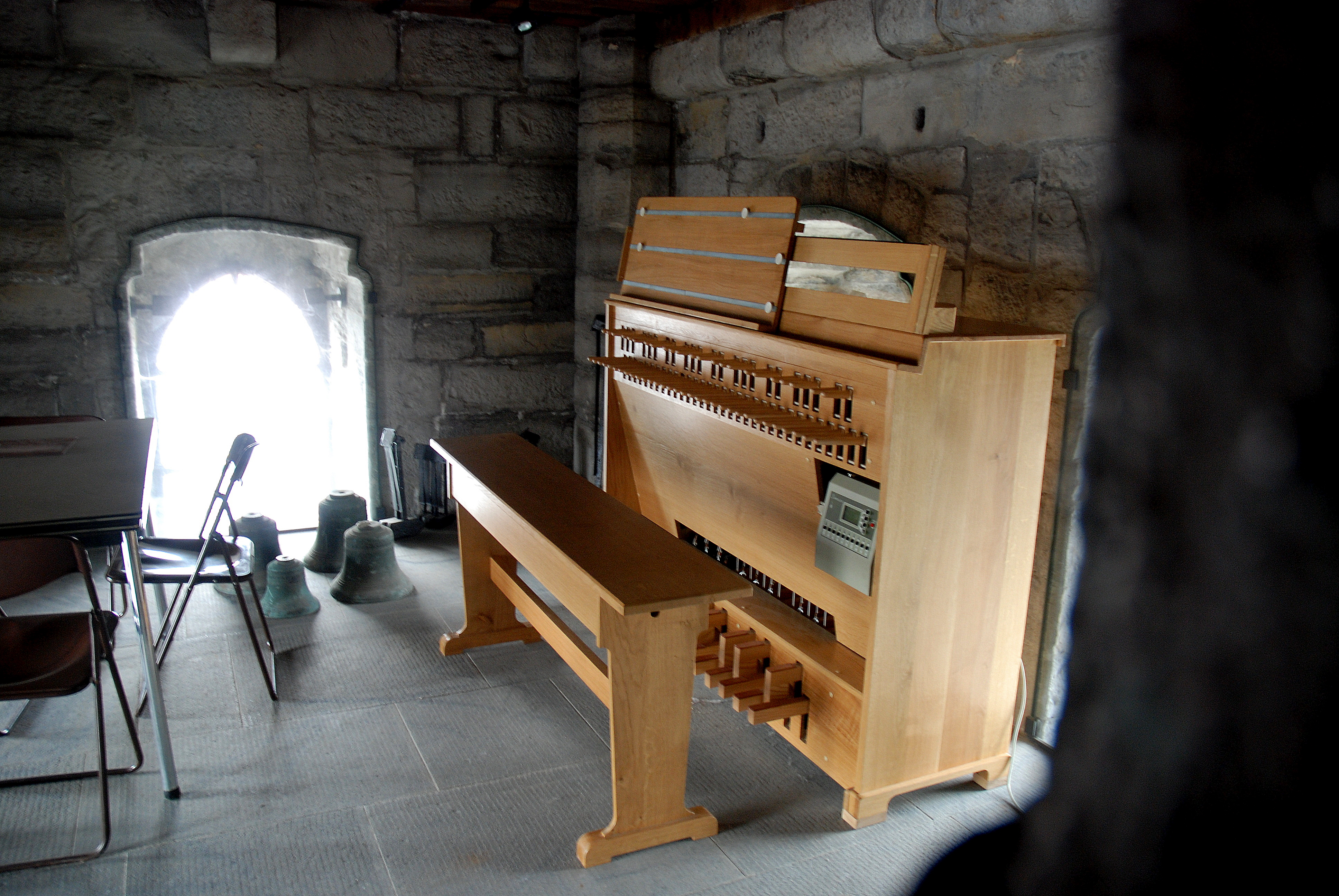
Beiaardklavier
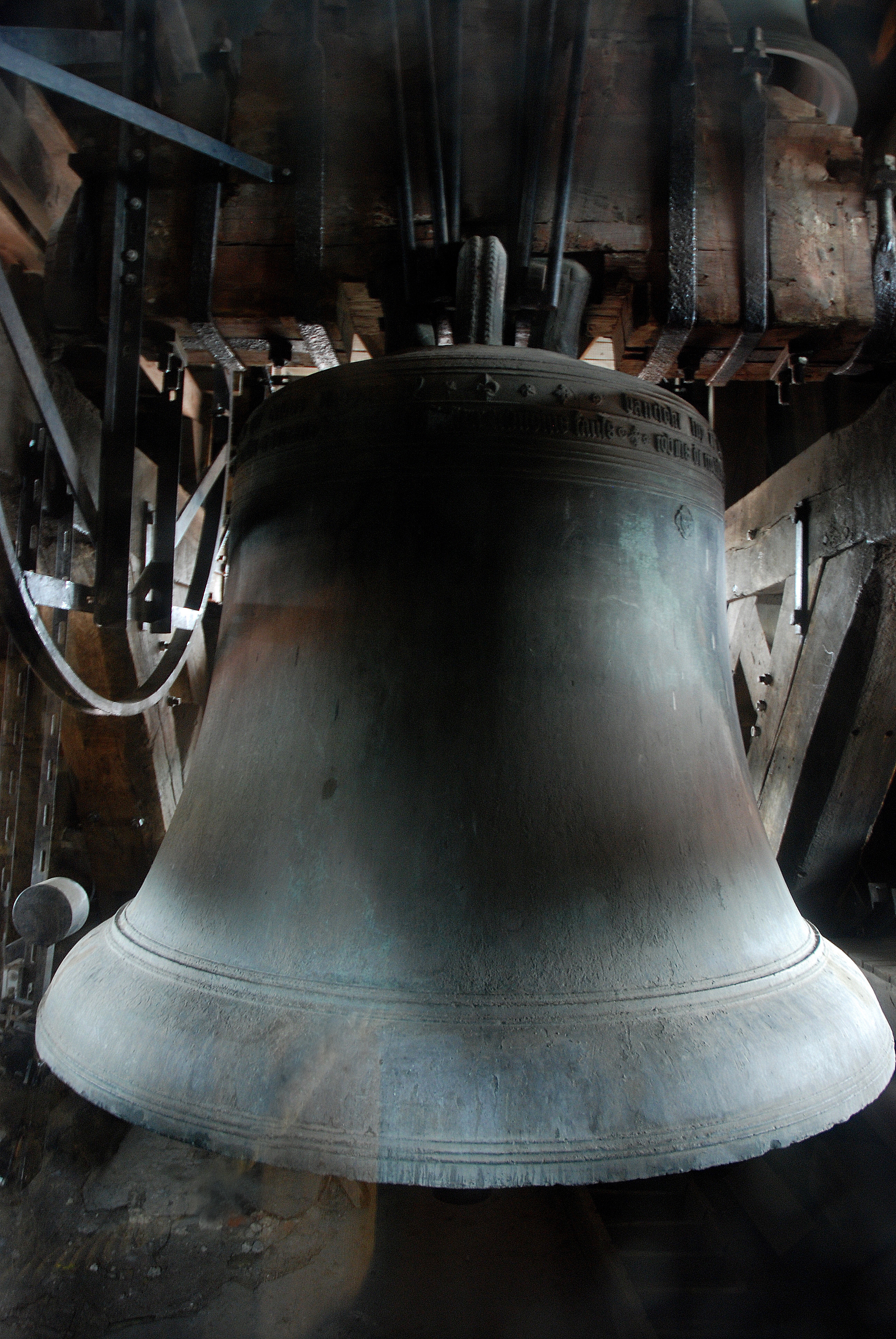
De banklok van de beiaard